# Верндејл (Минесота)
Верндејл (енгл. Verndale) град је у америчкој савезној држави Минесота.

## Демографија
По попису из 2010. године број становника је 602, што је 27 (4,7%) становника више него 2000. године.
| Група             | 2000.       | 2010.       |
| Белци             | 551 (95,8%) | 563 (93,5%) |
| Афроамериканци    | 2 (0,3%)    | 0 (0,0%)    |
| Азијати           | 3 (0,5%)    | 1 (0,2%)    |
| Хиспаноамериканци | 9 (1,6%)    | 16 (2,7%)   |
| Укупно            | 575         | 602         |